# كوخ حاجي كريم (بوئين)
کوخ حاجي کریم (بالفارسية: کوخ حاجی کریم) هي قرية تقع في إيران في قسم بوئین الريفي. يقدر عدد سكانها بـ 30 نسمة .